# Taenaris macrops
Taenaris macrops – motyl pochodzący z Nowej Gwinei. Taenaris macrops żywi się głównie przejrzałymi bananami. Na skrzydłach posiada charakterystyczne plamki imitujące oczy drapieżnika.